# شهرك ريجاب (مقاطعة دالاهو)
شهرك ريجاب (بالفارسية: شهرک ریجاب) هي قرية تقع في قسم بان‌زرده الريفي (مقاطعة دالاهو) في إيران. يقدر عدد سكانها بـ 800 نسمة .